# Galloisiana olgae
Galloisiana olgae är en insektsart som beskrevs av Vrsansky och Sergey Storozhenko 2001. Galloisiana olgae ingår i släktet Galloisiana och familjen Grylloblattidae. Inga underarter finns listade i Catalogue of Life.